# Sobór Zmartwychwstania Pańskiego w Kowlu

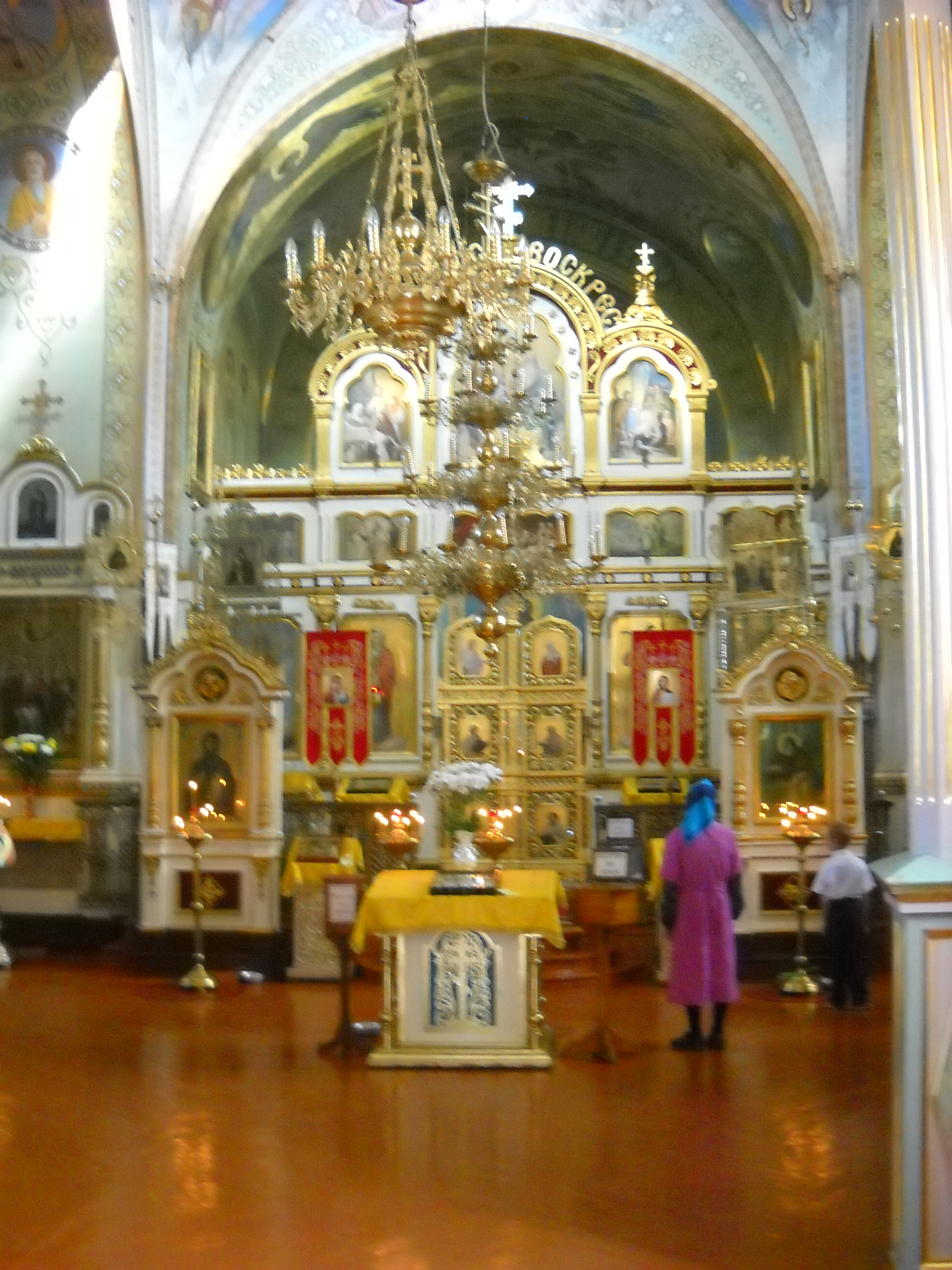
Ikonostas w soborze

Sobór Zmartwychwstania Pańskiego – prawosławny sobór w Kowlu, w eparchii włodzimiersko-wołyńskiej Ukraińskiego Kościoła Prawosławnego Patriarchatu Moskiewskiego. Usytuowany przy skrzyżowaniu majdanu Niezależności i ul. Sahajdacznego.

## Historia
Pierwsze wzmianki o istnieniu cerkwi Zmartwychwstania Pańskiego w centrum Kowla pochodzą z dokumentu wydanego 17 sierpnia 1549. Czynna w tym czasie świątynia spłonęła na początku XVII w. Drugą cerkiew w tym samym miejscu wzniesiono w 1696; w jej najbliższym sąsiedztwie znajdowała się dzwonnica z zegarem i pięcioma dzwonami. Istniała ona do 1718, kiedy również została całkowicie zniszczona przez pożar. Zastąpiła ją tymczasowa kaplica, która funkcjonowała do wzniesienia w ostatnich dekadach wieku kolejnej drewnianej cerkwi. W 1842 rozebrano ją i zastąpiono podobną budowlą na kamiennym fundamencie; ta jednak przestała istnieć po sześciu latach, znowu na skutek pożaru.
19 czerwca 1874, z inicjatywy ks. protojereja Ołeksandra Rotkewycza, został położony kamień węgielny pod budowę nowej świątyni pod wezwaniem Zmartwychwstania Pańskiego. Prace budowlane ukończono po trzech latach. Obiekt został wyświęcony jako sobór przez arcybiskupa wołyńskiego Dymitra. Budynek pełni funkcje sakralne przez cały okres swojego istnienia, mimo istniejących w okresie przynależności Kowla do Ukraińskiej SRR planów jego rozbiórki. W 1988 sobór został wyremontowany.
W 1996, w momencie reaktywacji prawosławnej eparchii włodzimiersko-wołyńskiej sobór w Kowlu został jej drugą katedrą (obok soboru we Włodzimierzu Wołyńskim). W latach 2005–2007 w obiekcie wykonano nowe freski. Szczególną czcią są otaczane przechowywane w świątyni relikwie: św. Andrzeja Apostoła, św. Sergiusza z Radoneża, św. Mikołaja oraz świętych mniszek Aleksandry, Heleny oraz Marty Diwiejewskich.

## Architektura
Sobór Zmartwychwstania Pańskiego w Kowlu wzniesiony jest na planie wieloboku, zwieńczony kopułą ponad nawą główną oraz czterema mniejszymi zgrupowanymi wokół niej i usytuowanymi na bębnach. Ściany zewnętrzne nawy i kaplic bocznych malowane są na kolor różowy, z białymi fryzami, półkolumnami i obramowaniami okien; z kolei dach głównej nawy obiektu ma barwę granatową z motywem złotych gwiazd (również kopuły są całkowicie złocone). Wejście do budynku prowadzi przez wysunięty przedsionek, ponad którym umieszczone zostały dwa freski: Zmartwychwstanie Chrystusa oraz spotkanie Jezusa z Marią Magdaleną. Wszystkie kopuły oraz dwa szczyty fasady soboru zwieńczone są złoconymi krzyżami. We wnętrzu znajduje się trzyrzędowy ikonostas.
Świątynia jest przeznaczona dla równoczesnego udziału w nabożeństwie 400 wiernych.